# Nicholsicypris normalis
Nicholsicypris normalis är en fiskart som först beskrevs av Nichols och Pope 1927.  Nicholsicypris normalis ingår i släktet Nicholsicypris och familjen karpfiskar. Inga underarter finns listade i Catalogue of Life.